# 道の駅醍醐の里

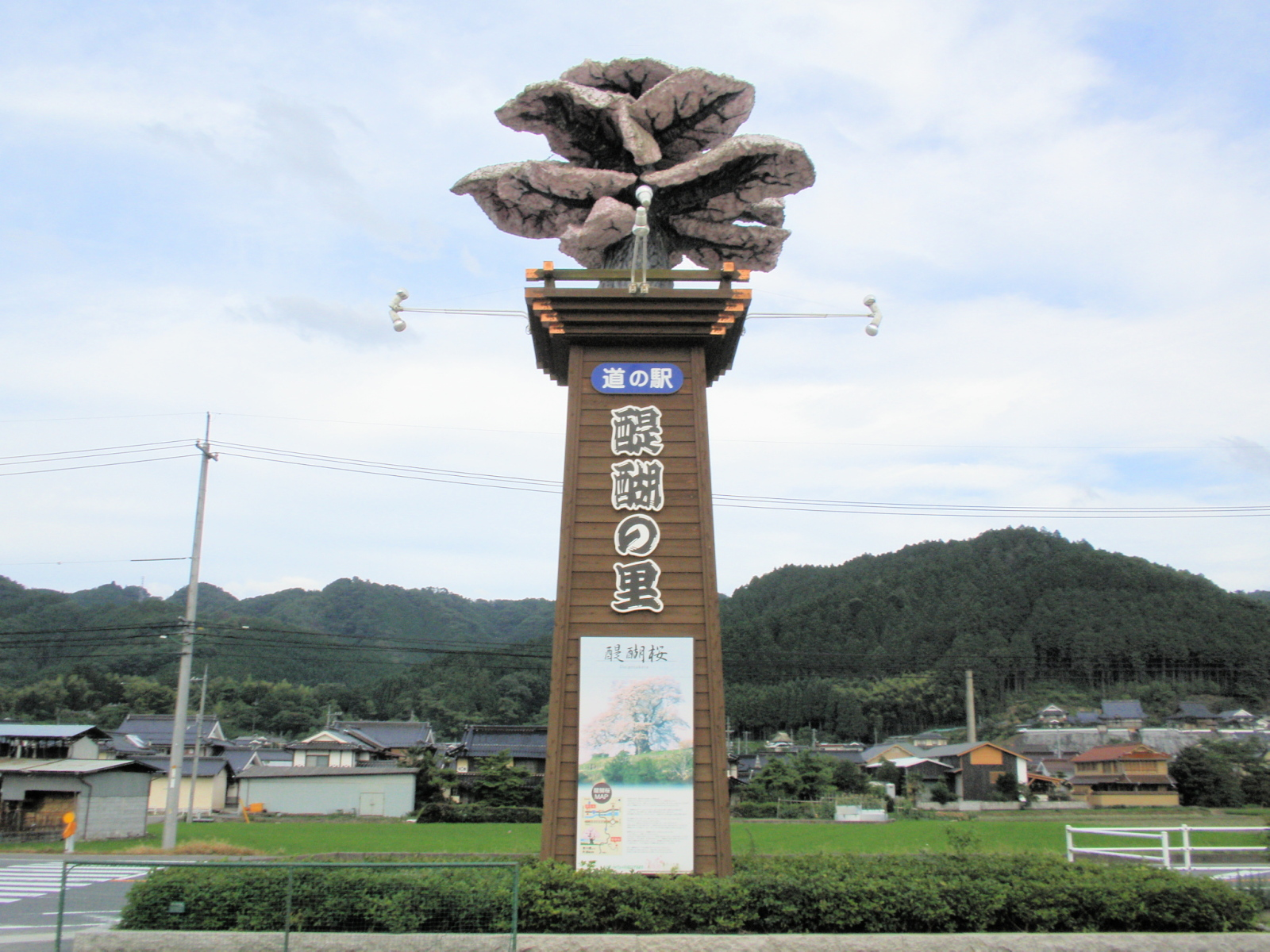
看板

道の駅醍醐の里（みちのえき だいごのさと）は、岡山県真庭市にある国道313号の道の駅である。

## 概要
施設名称は、付近にある観光地である醍醐桜に由来する。

## 施設
- 駐車場
  - 普通車：42台
  - 大型車：7台
  - 身障者用：2台
- トイレ
  - 男：大 3器、小 7器
  - 女：7器
  - 身障者用：2器
- 公衆電話：1台
- レストラン（8:00 - 18:00）
- 物産館（10:00 - 18:00）
- 公園
- 体験コーナー

## 休館日
- 第2・4火曜日

## アクセス
- 国道313号 - 登録路線
  - 岡山県道66号落合加茂川線

## 周辺
- 備中川
- 塩滝
- 醍醐桜